# 1988 na música

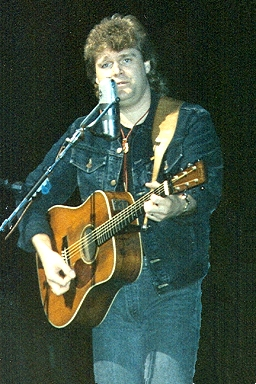
Ricky Skaggs, Abril de 1988.

## Eventos
- 19 de janeiro - a banda Megadeth lança o seu terceiro álbum So Far, So Good... So What!
- 11 de abril - a banda de heavy metal inglesa Iron Maiden lança o álbum Seventh Son of a Seventh Son
- 1 de maio - o grupo A-ha lança o álbum Stay On These Roads
- Em Maio a banda de rock UHF lança o álbum Noites Negras de Azul.[1]
- Em Outubro os UHF lançam o álbum Em Lugares Incertos.[2]
- Lançamento do quinto disco do grupo Secos e Molhados, A Volta do Gato Preto.
- Marisa Monte lança seu primeiro disco.
- Angélica lança seu primeiro disco, com o hit Vou de Táxi.
- A banda de heavy metal Slayer lança o álbum South of Heaven.
- A banda Sonic Youth lança um dos álbuns mais importantes para o rock alternativo, Daydream Nation.
- A banda Guns N' Roses lança o premiado álbum G N' R Lies, conquistando algumas estatuetas no Grammy, e vendendo mais de 500 mil cópias no primeiro dia de lançamento.
- 4 de julho - A cantora Kylie Minogue lança seu primeiro álbum Kylie.
- ...And Justice for All é o quarto álbum de estúdio da banda norte-americana de thrash metal/heavy metal Metallica, lançado a 25 de agosto de 1988. É considerado um dos melhores álbuns do Metallica, tendo como principal destaque a canção "One".
- 11 de julho - A apresentadora Xuxa lança o Xou da Xuxa 3 pela gravadora Som Livre, que se torna campeão de vendas com mais de 3 milhões de cópias vendidas e é levada ao Guinnes Book. Neste álbum surge a música infantil mais famosa do Brasil e da Rainha dos Baixinhos, Ilariê.
- 16 de julho - O cantor norte-americano Michael Jackson realiza um dos shows da temporada de concertos no Wembley Stadium pela Bad World Tour em julho de 1988. Esse show foi lançado pouco dias depois do lançamento do álbum Bad 25 como parte do filme do Bad 25, como Michael não perfomou The Way You Make Me Feel naquele dia (talvez por causa do horário ou da adição de última hora de Dirty Diana), colocaram The Way You Make Me Feel, perfomado no dia 15 de julho, como bônus.
- 10 de Outubro - O cantor e compositor britânico Freddie Mercury e soprano espanhola Montserrat Caballé lançam o álbum Barcelona, um projeto de música clássica, sendo o último álbum de estúdio do músico em sua carreira solo.
- 19 de Outubro - A dupla sueca Roxette lança seu segundo álbum de estúdio, Look Sharp!. Lançado mundialmente em 1989, foi o responsável por expor internacionalmente as músicas da dupla. Entre os singles do álbum, estão "The Look", "Dressed for Success", "Listen to Your Heart" e "Dangerous". Em 1990, o álbum foi certificado com o disco de platina pela RIAA.
- Em agosto de 1988 é lançado o disco Ideologia do cantor Cazuza lançado pela gravadora Polygram. É considerado o melhor disco do cantor. Vendeu 2.500.000 cópias e recebeu o certificado de diamante duplo pela ABPD. Contém as músicas de maiores sucessos do cantor:Ideologia, Brasil (tema da novela Vale tudo de 1988) e Faz parte do meu show.

## Obras e shows

### Álbuns
| Data           | Álbum     | Artista   | Gênero              | Observação | Ref |
| -------------- | --------- | --------- | ------------------- | ---------- | --- |
| 7 de fevereiro | Viva Hate | Morrissey | primeiro álbum solo |            |     |

### Shows
- 16 de janeiro - A rainha do rock, Tina Turner, entra para o livro dos recordes pelo maior público pagante de uma cantora solo na história da música. O show aconteceu no Rio de Janeiro, no estádio do Maracanã.
- A banda Guns N' Roses, faz seu primeiro grande show, transmitido ao vivo pela MTV.
- 16 de Julho - Michael Jackson, o Rei do Pop, se apresenta em Londres, no antigo estádio de Wembley, pelo terceiro dia consecutivo, e ainda viria a se apresentar mais duas vezes, em 22 e 23 do mesmo mês. Destaque para o público que incluía a presença do Príncipe Charles e da Princesa Diana. Em 2012, o concerto foi lançado em DVD: Live at Wembley, July 16, 1988.
- 8 de Outubro - O cantor e compositor Freddie Mercury e soprano espanhola Montserrat Caballé , se apresentam em Barcelona e canta três do álbum com o nome da cidade. Essa foi a última vez que o cantor se apresentou em um palco.

## Artistas e grupos
- Axl Rose, vocalista do Guns N' Roses, é preso duas vezes neste ano, devido a brigas com vizinhos e agressão a um segurança em Nova York.

## Prémios e vendas
- 16 de janeiro - A rainha do rock, Tina Turner, entra para o livro dos recordes pelo maior público pagante de uma cantora solo na história da música. O show aconteceu no Rio de Janeiro, no estádio do Maracanã.
- O álbum Appetite for Destruction dos Guns N' Roses é o álbum mais vendido em mais de 40 países no mundo.

## Nascimentos
| Data            | Nome              | Profissão                                                | Nacionalidade            | Observações | Ref   |
| --------------- | ----------------- | -------------------------------------------------------- | ------------------------ | ----------- | ----- |
| 10 de fevereiro | Raffa Moreira     | rapper, compositor, produtor músical e empresário        | Brasil                   |             |       |
| 16 de janeiro   | FKA Twigs         | cantora                                                  | Reino Unido              |             |       |
| 18 de janeiro   | Tujamo            | DJ e produtor musical                                    | Alemanha                 |             |       |
| 15 de fevereiro | Skrillex          | produtor musical                                         | Estados Unidos           |             |       |
| 18 de fevereiro | Max Changmin      | cantor e compositor                                      | Coreia do Sul            |             |       |
| 20 de fevereiro | Rihanna           | cantora                                                  | Barbados                 |             |       |
| 28 de fevereiro | Markéta Irglová   | cantora, compositora e musicista                         | Chéquia                  |             |       |
| 2 de março      | James Arthur      | cantor, compositor e músico                              | Reino Unido              |             |       |
| 15 de março     | Lil Dicky         | rapper                                                   | Estados Unidos           |             |       |
| 16 de março     | Jhené Aiko        | cantora                                                  | Estados Unidos           |             |       |
| 17 de março     | Grimes            | cantora, musicista, e diretora músical                   | Canadá                   |             |       |
| 21 de março     | Maria Beraldo     | cantora, compositora                                     | Brasil                   |             |       |
| 21 de março     | Rashid            | rapper e produtor músical                                | Brasil                   |             |       |
| 25 de março     | Big Sean          | rapper                                                   | Estados Unidos           |             |       |
| 27 de março     | Jessie J          | cantora e compositora                                    | Reino Unido              |             |       |
| 5 de abril      | Daniela Luján     | atriz e cantora                                          | México                   |             |       |
| 17 de abril     | Takahiro Moriuchi | vocalista do One Ok Rock                                 | Japão                    |             |       |
| 22 de abril     | Léo Santana       | cantor e compositor                                      | Brasil                   |             |       |
| 27 de abril     | Lizzo             | cantora, compositora e rapper                            | Estados Unidos           |             |       |
| 5 de maio       | Adele             | cantora e compositora                                    | Reino Unido              |             |       |
| 18 de maio      | Taeyang           | cantor e compositor                                      | Coreia do Sul            |             |       |
| 2 de junho      | Awkwafina         | atriz e rapper                                           | Estados Unidos           |             |       |
| 11 de junho     | Weyes Blood       | cantora                                                  | Estados Unidos           |             |       |
| 14 de junho     | Kevin McHale      | ator e cantor                                            | Estados Unidos           |             |       |
| 16 de junho     | Banks             | cantora                                                  | Estados Unidos           |             |       |
| 18 de junho     | Josh Dun          | baterista do Twenty One Pilots                           | Estados Unidos           |             |       |
| 24 de junho     | Nichkhun          | cantor e ator                                            | Estados Unidos Tailândia |             |       |
| 3 de julho      | Silva             | cantor e compositor                                      | Brasil                   |             |       |
| 13 de julho     | Mila              | cantora                                                  | Brasil                   |             |       |
| 10 de agosto    | Cristiano         | cantor e compositor da dupla Zé Neto & Cristiano         | Brasil                   |             |       |
| 13 de agosto    | MØ                | cantora e compositora                                    | Dinamarca                |             |       |
| 18 de agosto    | G-Dragon          | cantor, compositor e produtor músical                    | Coreia do Sul            |             |       |
| 21 de agosto    | Kacey Musgraves   | cantora e compositora                                    | Estados Unidos           |             |       |
| 24 de agosto    | Rodolffo Matthaus | vocalista da dupla Israel & Rodolffo                     | Brasil                   |             |       |
| 6 de setembro   | Wesley Safadão    | cantor, produtor musical e empresário                    | Brasil                   |             | [ 3 ] |
| 8 de setembro   | Gustav Schäfer    | baterista                                                | Alemanha                 |             |       |
| 14 de setembro  | Priscilla Renea   | cantora                                                  | Estados Unidos           |             |       |
| 16 de setembro  | Teddy Geiger      | cantor                                                   | Estados Unidos           |             |       |
| 18 de setembro  | Lukas Forchhammer | vocalista da banda Lukas Graham                          | Dinamarca                |             |       |
| 19 de setembro  | Thiago Martins    | ator, cantor e compositor                                | Brasil                   |             |       |
| 21 de setembro  | Mateus Carrilho   | cantor                                                   | Brasil                   |             |       |
| 26 de setembro  | James Blake       | cantor                                                   | Reino Unido              |             |       |
| 3 de outubro    | A$AP Rocky        | rapper                                                   | Estados Unidos           |             |       |
| 12 de outubro   | Calum Scott       | cantor e compositor                                      | Reino Unido              |             |       |
| 20 de outubro   | Ferrugem          | cantor e compositor                                      | Brasil                   |             |       |
| 20 de outubro   | A$AP Ferg         | rapper                                                   | Estados Unidos           |             |       |
| 6 de novembro   | Conchita Wurst    | cantor, compositor e drag queen                          | Áustria                  |             |       |
| 15 de novembro  | B.O.B             | rapper e produtor                                        | Estados Unidos           |             |       |
| 18 de novembro  | Flora Matos       | cantora e rapper                                         | Brasil                   |             |       |
| 1 de dezembro   | Tyler Joseph      | cantor, compositor e instrumentista do Twenty One Pilots | Estados Unidos           |             |       |
| 7 de Dezembro   | Toru Yamashita    | guitarrista do One Ok Rock                               | Japão                    |             |       |
| 14 de dezembro  | Vanessa Hudgens   | cantora e atriz                                          | Estados Unidos           |             |       |
| 17 de dezembro  | Jessi             | rapper e compositora                                     | Estados Unidos           |             |       |
| 27 de dezembro  | Ok Taecyeon       | rapper e ator                                            | Coreia do Sul            |             |       |
| 27 de Dezembro  | Hayley Williams   | cantora e compositora                                    | Estados Unidos           |             |       |

## Mortes
| Data            | Nome                    | Profissão                                                  | Nacionalidade          | Observações | Ref |
| --------------- | ----------------------- | ---------------------------------------------------------- | ---------------------- | ----------- | --- |
| 11 de janeiro   | Janires Magalhães Manso | músico e compositor evangélico, fundador da banda Rebanhão | Brasil                 | n. 1953     |     |
| 13 de fevereiro | Radamés Gnattali        | músico instrumentista e compositor                         | Brasil                 | n. 1906     |     |
| 10 de março     | Andy Gibb               | cantor                                                     | Inglaterra / Austrália | n. 1958     |     |
| 9 de abril      | Dave Prater             | cantor                                                     | Estados Unidos         | n. 1937     |     |
| 25 de junho     | Hillel Slovak           | guitarrista                                                | Israel                 | n. 1962     |     |
| 26 de agosto    | Carlos Paião            | cantor e compositor                                        | Portugal               | n. 1957     |     |
| 19 de outubro   | Son House               | cantor e guitarrista                                       | Estados Unidos         | n. 1902     |     |
| 6 de dezembro   | Roy Orbison             | cantor e compositor                                        | Estados Unidos         | n. 1936     |     |